# مقاطعة كهنوج
مقاطعة كهنوج (بالفارسية: شهرستان کهنوج) هي إحدى مقاطعات محافظة كرمان في إيران. عاصمة المقاطعة هي كهنوج. حسب تعداد 2006، بلغ عدد السكان (متضمنًا الأجزاء التي انفصلت لاحقًا لتكون مقاطعة فارياب) 102,269 نسمة في 21,780 عائلة، وباستثناء الأجزاء بلغ 70,664 نسمة في 15,029 عائلة.
من أشهر العائلات في مقاطعة كهنوج هم عائلة بهزادي ويعتبرون هم السكان الأصليين لهذه المقاطعة لأنهم أصحاب الأراضي الزراعيه وورثوها أبا عن جد... وهم من أثرياء هذه المقاطعة وثاني أشهر عائلة هم عائلة وزيري وهم أقل عدد من بهزادي